# Karanaghatta, Tarikere
Karanaghatta là một làng thuộc tehsil Tarikere, huyện Chikmagalur, bang Karnataka, Ấn Độ.